# 由利本荘市CATVセンター
由利本荘市CATVセンター（ゆりほんじょうしシーエーテーヴィセンター、略称：ONT・旧大内町情報センター）は、秋田県由利本荘市直営のケーブルテレビ局である。
自主放送のチャンネル名は「ゆりほんテレビ」である。
以前は他のCATV局同様地上波、BS局の再送信、自主放送に加え有料放送のCS局の再送信などを行っていたが後述の通りCS局の再送信は2021年終了した。また、インターネット、IP電話サービスもNTT東日本が由利本荘市内に光回線を整備し終えたことから2023年1月末を以て終了した。
2023年4月1日より秋田ケーブルテレビが当局の指定管理者になることが決まった(2028年3月31日まで）。

## 社屋所在地
- 秋田県由利本荘市岩谷町字日渡51-1

## サービスエリア
放送区域（2008.04.01現在）
- 由利本荘市大内地域（旧大内町）
- 由利本荘市本荘地域〈石沢・北内越・松ヶ崎・山田地区〉（旧本荘市）
- 由利本荘市東由利地域（旧東由利町）
- 由利本荘市西目地域（旧西目町）
- 由利本荘市由利地域（旧由利町）
- 由利本荘市鳥海地域（旧鳥海町）

拡大予定区域
- 平成20年度
  - 由利本荘市矢島地域
  - 由利本荘市本荘地域（南内越・小友・子吉地区）
- 平成21年度
  - 由利本荘市本荘地域（本荘地区）

## 主な放送チャンネル

### 地上波系列別再送信局
| NHK-G   | NHK-E   | NNN/NNS  | ANN          | JNN            | TXN | FNN/FNS    | JAITS |
| ------- | ------- | -------- | ------------ | -------------- | --- | ---------- | ----- |
| NHK秋田 | NHK秋田 | 秋田放送 | 秋田朝日放送 | テレビユー山形 |     | 秋田テレビ |       |

### テレビ局
気象情報チャンネルは2020年3月10日をもって放送を終了し、CS多チャンネル放送サービスも2021年3月31日に終了した。
| デジタル       | 放送局                     |
| -------------- | -------------------------- |
| D01(D011〜012) | NHK秋田総合                |
| D02(D021〜023) | NHK秋田Eテレ               |
| D04(D041〜042) | ABS秋田放送                |
| D05(D051〜052) | AAB秋田朝日放送            |
| D06(D061〜062) | TUYテレビユー山形          |
| D08(D081〜082) | AKT秋田テレビ              |
| D12(D121)      | ゆりほんテレビ（自主製作） |
| B101〜102      | NHK BS                     |
| B141〜143      | BS日テレ                   |
| B151〜153      | BS朝日                     |
| B161〜163      | BS-TBS                     |
| B171〜173      | BSテレ東                   |
| B181〜183      | BSフジ                     |
| B191〜193      | WOWOW                      |
| B200           | BS10                       |
| BS201          | BS10スターチャンネル       |
| B211           | BS11イレブン               |
| B222           | BS12トゥエルビ             |
| B231-232       | 放送大学テレビ             |
| BS4K101        | NHK BSプレミアム4K         |
| BS4K141        | BS日テレ 4K                |
| BS4K151        | BS朝日 4K                  |
| BS4K161        | BS-TBS 4K                  |
| BS4K171        | BSテレ東 4K                |
| BS4K181        | BSフジ 4K                  |

- CS多チャンネルサービスはJC-HITSを使用していた。
- 2010年4月からテレビユー山形の区域外再放送が開始された（デジタル放送のみ）。これにより、由利本荘市内では同CATVに加入していれば、市内全域で視聴できることになる。ただし、由利本荘市松ヶ崎地内において直接受信したものを配信しているため、電波の伝搬状況によっては、混信等で正しくデコードできず、受信できないことも希にある。
- 2020年3月10日をもって気象情報チャンネル（D122Ch）が気象観測局の老朽化により終了し2021年3月31日 12:00をもってチャンネル700、放送大学を含むCS多チャンネル放送サービスもCS放送受信施設の老朽化と放送設備の更新・維持に多額の費用が必要になると見込まれることから終了した。なお現在チャンネル700、ショップチャンネル、QVCについてはコミュニティチャンネル(D121Ch)で一部の番組のみ放送している。代わって2020年6月から衛星4K放送の配信を開始することになった。

### ラジオ局
NHK（ラジオ第一・ラジオ第二）、秋田放送（ABSラジオ）は配信していない。
| 周波数(MHz) | 放送局       |
| ----------- | ------------ |
| 77.7        | エフエム秋田 |
| 83.8        | NHK秋田FM    |